# Familia Pankhurst
Când s-a născut Emmeline Pankhurst, în 1858, femeile aveau puține drepturi în Marea Britanie și nu li se permitea să voteze sau să schimbe legea. Emmeline și cele două fiice ale ei și-au dedicat viața obținerii dreptului la vot pentru femei, pentru a avea un cuvânt de spus în ceea ce privește deciziile care erau legate de viețile lor. Au dezvoltat noi strategii, organizându-și susținătorii într-un grup de presiune, mergând la marșuri de protest, chiar legându-se cu lanțuri de gardurile clădirilor publice pentru a-și populariza cauza. De asemenea, au realizat diferite produse pentru a face publicitate și pentru a strânge bani. În 1918, după o campanie lungă și înverșunată, femeilor cu vârste de peste 30 de ani li s-a dat dreptul la vot.

## Familia Pankhurst
Emmeline Goulden (1858-1928) s-a născut în Manchester, Anglia, și a învățat la un colegiu pentru fete din Paris. S-a căsătorit cu un avocat, Richard Pankhurst, și a avut două fiice, Christabel (1880-1958) și Sylvia (1882-1960). Emmeline, o persoană carismatică, a fost sursa de inspirație pentru Uniunea Socială și Politică a Femeilor, iar Christabel a fost conducătoarea acestei uniuni.

## Uniunea Socială și Politică a Femeilor
Emmeline a fost membră a Partidului Laburist Independent, însă a ieșit din partid din cauza rezistenței membrilor împotriva sufragiului(dreptul la vot)feminin. În 1903, ea a fondat Uniunea Socială și Politică a Femeilor, în Manchester. Aceasta conducea campania pentru dreptul la vot al femeilor, adoptând metode mai hotărâte după ce prim-ministrul liberal a refuzat să le susțină cauza în 1906.

## Închisoarea
Multe sufragete au suportat perioade de detenție pentru cauza lor. Erau tratate ca niște infractori și supuse unor condiții foarte aspre. În semn de protest pentru faptul că nu erau tratate ca deținuți politici, multe sufragete au făcut greva foamei și au fost hrănite cu forța.

## Date
- 1858: Se naște Emmeline Goulden.
- 1880: Nașterea lui Christabel.
- 1882: Nașterea Sylviei.
- 1903: Este fondată Uniunea Socială și Politică a Femeilor.
- 1913: Emmeline este condamnată la trei ani de închisoare pentru incendiere.
- 1918: Christabel candidează fără succes pentru a intra în Parlament.
- 1918: Femeile din Marea Britanie cu vârsta de peste 30 de ani inclusiv primesc dreptul la vot (bărbații având acest drept începând de la vârsta de 21 de ani).
- 1928: Este obținută egalitatea deplină în Marea Britanie, când femeile au dreptul să voteze de la 21 de ani.